# 草原雞
草原松雞屬（学名：Tympanuchus）是松雞科下的一属，包括大草原榛雞、小草原松雞及尖尾草原松鸡3个物种。
草原雞主要分佈在北美洲，大草原榛雞喜歡生活在高草草原，而小草原松雞則生活在沙丘及草原中。草原雞並非候鳥，都是區域性的鳥類，會保衛自己的領土。大草原榛雞約長36厘米，比小草原松雞稍大，色澤亦較為深色。
草原雞現時的保育狀況被分類為易危，而部份地區的草原雞，包括新英格蘭草原松雞或奧氏角雉，都已經滅絕或處於瀕危狀況。